# Самуель Такий
Самуель Такий (англ. Samuel Takyi, нар. 23 грудня 2000) — ганський боксер, бронзовий призер Олімпійських ігор 2020 року.

## Любительська кар'єра
Олімпійські ігри 2020
- 1/8 фіналу:Переміг Дейяна Сейседо (Еквадор)- 5-0
- 1/4 фіналу:Переміг Сейбера Авілу (Колумбія)- 3-2
- 1/2 фіналу:Програв Дюк Рейгана (США) - 1-4